# 解读面孔
《解读面孔》（英語：Reading Faces）由心理學家和精神科醫師利奧波德·貝拉克（Leopold Bellak）與自助書籍作者山姆·辛克萊·貝克 (Samm Sinclair Baker) 共同編寫，從解剖學、行為科學和心理學的觀點闡述人的行為、心理和社會經歷等因素是如何對人的面部表情產生影響，並說明人的性格、人格因素是如何對面部在後天的形成和生長過程發生作用。